# Углезаводск
Углезаво́дск — село в городском округе «Долинский» Сахалинской области России.

## География
Село находится на берегу реки Найба, на расстоянии 13 км от города Долинск, административного центра округа.

## История
Основано в 1895 году. В 1905—1945 годах принадлежало японскому губернаторству Карафуто и называлось Фукакуса (яп. 深草). После передачи Южного Сахалина СССР селу 15 октября 1947 года присвоено наименование посёлок городского типа Углезаводск. Название дано по расположенному заводу, где производилось искусственное жидкое топливо из угля. С 2004 года — сельский населённый пункт.

## Население
| 1925  | 1935  | 1959  | 1970  | 1979  | 1989  | 2002  |
| ----- | ----- | ----- | ----- | ----- | ----- | ----- |
| 213   | ↗232  | ↗2142 | ↘1998 | ↗2260 | ↘2222 | ↘1711 |
| 2010  | 2013  | 2021  |       |       |       |       |
| ↘1466 | ↘1378 | ↘967  |       |       |       |       |

### Половой состав
Согласно результатам переписи 2002 года, в селе проживало 1711 человек (810 мужчин и 901 женщина).

## Улицы
| - ул. Дачная, - ул. Долинская, - ул. Железнодорожная, - ул. Кирова, | - ул. Ленина, - ул. Лесная, - ул. Московская, - ул. Набережная, | - ул. Новая, - ул. Октябрьская, - ул. Первомайская, - ул. Победы, | - ул. Почтовая, - ул. Речная, - ул. Торговая, - ул. Трудовая. |

## Транспорт
До 2019 года в селе располагалась станция Углезаводск Сахалинского региона Дальневосточной железной дороги.

## Известные жители
- Скикевич, Игорь Викторович (род. 1965) — российский парапутешественник, параальпинист, изобретатель.